# 山内氏固
山内 氏固（やまうち うじかた）は、江戸時代後期の土佐藩の重臣。10代宿毛領主。

## 略歴
寛政9年（1797年）、8代宿毛領主・山内保氏の五男として宿毛にて誕生した。
文化8年（1811年）、兄・氏睦の死去により家督と知行6800石を相続し、宿毛10代領主となる。土佐藩奉行職として山内豊資、豊熈、豊惇、豊信の4人の藩主に仕えた。天保2年（1831年）、郷学校・講授館を設置する。三宅大蔵を講授役として登用し、家臣子弟の教育、人材育成に当たらせた。
天保9年（1838年）、屋敷が幕府巡見使平岩七之助の宿舎となり、家老の孕石小左衛門以下、藩を挙げて供応に努めた。嘉永2年（1849年）、功績により500石の加増を受ける。嘉永7年（1854年）、安政南海地震で大きな被害を受けた領内の復旧に当たる。安政3年（1856年）、隠居して家督を嫡男の氏理に譲る。
文久元年（1861年）2月22日、死去。享年65。

## 系譜
- 父：山内保氏
- 母：加藤氏娘 - 側室
- 兄：山内氏睦 - 三男
- 室
  - 山内林高の娘
  - 山内左儀の娘
  - 高辻俊長の娘
- 子：山内（伊賀）氏理